# Citorus rugipennis
Citorus rugipennis är en insektsart som beskrevs av Rauno E. Linnavuori 1959. Citorus rugipennis ingår i släktet Citorus och familjen dvärgstritar. Inga underarter finns listade i Catalogue of Life.